# محسن لفظي
المحسنات اللفظية عند البديعيين هي التي يكون التحسين بها راجعا إلى اللفظ أصالة، وإن حسنت المعنى تبعا لتحسين اللفظ، ومن المحسنات اللفظية الجناس وهو أن يتشابه اللفظان في النطق ويختلفا في المعنى، وهو نوعان، تام وهو ما اتفق فيه اللفظان في أمور أربعة هي نوع الحروف، وشكلها، وعددها، وترتيبها قال الله: ﴿ويوم تقوم الساعة يقسم المجرمون مالبثوا غير ساعة﴾، وغير تام وهو ما اختلف فيه اللفظان في واحد من الأمور الأربعة المتقدمة. ومنها أيضًا السجع وهو توافق الفاصلتين  على حرف واحد في الآخر، ومثاله قول النبي صلى الله عليه وسلم: «اللهم أعط منفقا خلفا، وأعط ممسكا تلفا.» ومنها أيضًا رد العجز على الصدر وهو هو أن يجعل أحد اللفظين المكررين أو المتجانسين في اللفظ دون المعنى، في أول الفقرة والآخر في آخرها، مثل قوله تعالى: ﴿وتخشى الناس والله أحق أن تخشاه﴾.